# Bataille de la Neches
Guerre Cherokee
La bataille de la Neches, qui eut lieu les 15 et 16 juillet 1839 près du cours supérieur de la Neches au Texas, est le principal affrontement de la guerre Cherokee de 1839. Ce conflit débute lorsque le président de la république du Texas Mirabeau B. Lamar annonce que les Cherokees qui occupent des terres sans titre officiel dans l'Est du Texas doivent être expulsés.
Après l'échec de négociations, des troupes commandées par le général Thomas Jefferson Rusk sont envoyées sur place pour occuper les terres tribales. Le meneur des Cherokees, Chef Bowles, conduit l'évacuation de son peuple mais dans la soirée du 15 juillet, ils sont attaqués à quelques kilomètres à l'ouest de la ville actuelle de Tyler. Le lendemain, les Cherokees sont totalement défaits, avec une centaine de morts côté cherokee dont le chef Bowles. La plupart des survivants s'enfuient alors vers le Territoire indien (actuel Oklahoma).

## Contexte
À la fin du xviiie et au début du xixe siècle, face à la pression croissante des colons européens sur leurs terres, des groupes de Cherokees choisissent de franchir le fleuve Mississippi pour s'installer dans le Missouri puis en Arkansas et enfin dans l'Est du Texas qui est alors une province mexicaine. Dans les années qui suivent leur arrivée, leur chef Richard Fields suivi par Chef Bowles tentent d'assurer des titres pour les terres qu'ils occupent auprès des autorités mexicaines mais sans succès.
En 1831, inquiets de la menace que constitue l'arrivée importante de colons venant des États-Unis au Texas, le gouvernement mexicain envisage d'accorder des titres de propriété aux Cherokees, afin de créer une zone tampon occupée par les Amérindiens entre le Texas et les États-Unis mais la révolution texane de 1835-1836 vient interrompre la procédure. Le 23 février 1836, Samuel Houston et John Forbes, représentant le gouvernement provisoire du Texas, signent un traité avec les Cherokees leur garantissant le droit d'occuper leurs terres mais cet accord est rejeté par le Sénat le 16 décembre 1837.
Après la révolution, des rumeurs font état de contacts entre les Amérindiens et les autorités mexicaines, faisant craindre aux texans une conspiration contre la jeune république. En 1839, le nouveau président du Texas Mirabeau B. Lamar annonce que les Cherokees doivent être expulsés, de gré ou de force. En juillet 1839, après l'échec de négociations, des troupes sous le commandement d'Edward Burleson, Willis H. Landrum et Thomas Jefferson Rusk sont dépêchées sur place avec ordre d'expulser les Amérindiens vers le territoire de l'Arkansas.